# شهرستان لوئیس (واشینگتن)
شهرستان لویس، واشینگتن (به انگلیسی: Lewis County, Washington) یک شهرستان در ایالات متحده آمریکا است که در ایالت واشینگتن واقع شده‌است.

## خصوصیات
شهرستان لویس ۶٬۳۰۹٫۲۵ کیلومترمربع مساحت دارد.